# Pachetra protensa
Pachetra protensa är en fjärilsart som beskrevs av Barend J. Lempke 1964. Pachetra protensa ingår i släktet Pachetra och familjen nattflyn. Inga underarter finns listade i Catalogue of Life.